# Boyce & Hart
Sidney Thomas "Tommy" Boyce (nacido el 29 de septiembre de 1939 – fallecido el 23 de noviembre de 1994) y Bobby Hart (nacido con el nombre de Robert Luke Harshman;18 de febrero de 1939) fueron un dúo de compositores estadounidenses muy exitoso en los años sesenta. Son conocidos por escribir canciones para The Monkees.

## Discografía
Álbumes:
- Test Patterns (A&M LP 126 (Mono)/SP 4126 (Stereo), 1967)
- I Wonder What She's Doing Tonite? (A&M LP 143/SP 4143, 1968)
- It's All Happening On The Inside* (A&M SP 4162, 1969)
- Dolenz, Jones, Boyce & Hart (Capitol ST-11513, 1976)
- Dolenz, Jones, Boyce & Hart – Live in Japan (Capitol/Toshiba-EMI ECS-91018, 1981)
- 16 Rarities (SG Records, 1981 – This is a bootleg of B-sides and oddities)
- The Anthology (A&M Records Australia/Polygram 525 193–2, 1995)

Álbum Notas
- It's All Happening On The Inside lanzado en Canadá como Which One's Boyce & Which One's Hart?

### Sencillos
| Año                         | Single (A-side, B-side) Both sides from same Álbum except where indicated                             | US Billboard charts | Álbum                            |
| --------------------------- | --- | ------------------- | -------------------------------- |
| 1967                        | "Out and About" b/w "My Little Chickadee"                                                             | 39                  | Test Patterns                    |
| 1967                        | "Sometimes She's A Little Girl" b/w "Love Every Day" (de I Wonder What She's Doing Tonite)            | 110                 | Test Patterns                    |
| 1967                        | "I Wonder What She's Doing Tonight" b/w "The Ambushers" (pista no relacionada con el álbum)           | 8                   | I Wonder What She's Doing Tonite |
| 1968                        | "Goodbye Baby (I Don't Want To See You Cry)" b/w "Where Angels Go, Trouble Follows" (Non-Álbum track) | 53                  | I Wonder What She's Doing Tonite |
| 1968                        | "Alice Long (You're Still My Favorite Girlfriend)" b/w "P.O. Box 9847" (pista sin álbum)              | 27                  | It's All Happening On The Inside |
| 1968                        | "We're All Going To The Same Place" b/w "Six + Six" (pista sin álbum)                                 | 123                 | It's All Happening On The Inside |
| 1969                        | "L.U.V. (Let Us Vote)" b/w "I Wanna Be Free" (de I Wonder What She's Doing Tonite)                    | 111                 | Non-Álbum tracks                 |
| 1969                        | "I'm Gonna Blow You A Kiss In The Wind" b/w "Smilin'"                                                 |                     | Non-Álbum tracks                 |
| Dolenz, Jones, Boyce & Hart | |                     |                                  |
| 1975                        | "I Remember The Feeling" b/w "You and I"                                                              |                     | Dolenz, Jones, Boyce & Hart      |
| 1976                        | "I Love You (y I'm Glad That I Said It)" b/w "Savin' My Love For You"                                 |                     | Dolenz, Jones, Boyce & Hart      |